# اوتربات
اوتربات هي قرية أمازيغية مغربية وجماعة قروية وسط غربي المغرب. تنتمي اوتربات لإقليم ميدلت بجهة مكناس تافيلالت. تضم هذه الجماعة القروية 6.137 نسمة (إحصاء 2004).